# Гольдшау
Гольдшау (нем. Goldschau) — деревня в Германии, в земле Саксония-Анхальт. Входит в состав города Остерфельд района Бургенланд.
Население составляет 317 человек (на 31 декабря 2006 года). Занимает площадь 5,11 км².

## История
Деревня впервые упоминается 5 июня 1170 года. Тогда здесь находилась усадьба.
В 1992 году около 219 гектаров близ деревни Гольдшау было объявлено памятником природы.
Гольдшау ранее имела статус общины (коммуны). 1 января 2010 года вместе с общинами Хайдегрунд и Вальдау вошла в состав города Остерфельда.